# Come mi pento
Come mi pento (conosciuto anche come Ricconi) è un cortometraggio comico muto del 1927 diretto da Fred Guiol e Leo McCarey con Laurel & Hardy.

## Trama
Un magnate del petrolio di nome Brittle, appena si sveglia al mattino, viene informato dal suo maggiordomo che ad aspettarlo vi è una donna che sostiene di essere sua moglie, in quanto Brittle, in stato di ebbrezza, l'ha sposata la notte precedente in una gabbia di leoni. La donna ha un fratello, un poco di buono e violento, che pretende 50.000 dollari per sistemare la faccenda ed una figlia che chiama Brittle "Papà". Il milionario allora telefona al proprio avvocato e lo fa accorrere a casa sua. Qui, l'avvocato, un vero incapace, non trova di meglio che far scappare il suo cliente insieme al maggiordomo.
Ben presto, però, il milionario trova il modo di far parlare di sé i giornali e su uno di questi il fratello della moglie apprende dove Brittle si nasconde.
Così, a bordo di un'ambulanza l'infuriato "cognato", insieme alla sorella ed alla nipote, giunge nella località balneare dove si trova il milionario intenzionato a farlo diventare un "cliente" della suddetta ambulanza. L'avvocato, però, avendo visto il terzetto entrare nello stesso albergo dove egli alloggia insieme a Brittle ed al suo maggiordomo, avvisa quest'ultimi. Per poter fuggire dall'hotel, i tre decidono di far travestire il milionario: sotto un ampio mantello trovano posto Brittle e, sulle spalle di questi, l'avvocato, che indossa un vezzoso cappellino femminile. L'insieme è un donnone molto alto, dal cui mantello spuntano un paio di gambe maschili con relative calze e scarpe da uomo. Il trucco viene, ovviamente, scoperto e i tre fuggono inseguiti dai neo-parenti di Brittle. L'inseguimento attraversa le vie della cittadina per terminare all'interno di un luna park dove le varie attrazioni sono altrettanti ostacoli per inseguiti ed inseguitori fin quando tutti arrivano ad un grande ed affollato scivolo.

## Curiosità
- È uno dei primi film in cui cominciano a prendere vita i due personaggi comici di Stanlio e Ollio.
- La gag in cui Finlayson porta a cavalluccio Laurel, che si spaccia per una donna, è stata riproposta in I polli tornano a casa quattro anni più tardi; questa volta è Ollio a trasportare Stanlio.
- Il film è stato allegato ai vari spezzoni dei film della coppia presenti nell'antologia di Robert Youngson L'allegro mondo di Stanlio e Ollio.
- Questo film è stato prodotto dalla  Metro Goldwyn Mayer in collaborazione con la Pathé Exchange